# Pool Sharks
Pool Sharks is een Amerikaanse korte film uit 1915. De film is het debuut van W.C. Fields.
De film bevindt zich in het publieke domein.

## Verhaal
Twee mannen zitten achter dezelfde vrouw aan. Ze besluiten een spel pool tegen elkaar te spelen. Het spel wordt al snel ruw, als de ballen overal heenvliegen.

## Rolverdeling
| Acteur      | Personage |
| ----------- | --------- |
| W.C. Fields |           |
| Bud Ross    |           |